# マイケル・コール (レスリング)
マイケル・コール（Michael Cole、1968年12月8日 - ）は、アメリカ合衆国のプロレス団体WWEの実況アナウンサー。本名：マイケル・ショーン・クルサード（Michael Sean Coulthard）。ニューヨーク州シラキュース出身。

## ジャーナリスト時代
- 1993年、CBSに入社。初仕事は、同年2月にテキサス州マクレナン郡ウェーコで発生した教会火災のレポートである。
- 1994年、サラエヴォでの紛争の取材のため、ボスニア・ヘルツェゴビナに9カ月間派遣。現地での報道姿勢を「ボスニアの声」と賞賛される。
- 1995年4月19日、オクラホマ州オクラホマシティ・アルフレッド・P・マラー連邦ビルで発生した連邦政府ビル爆破事件の取材を担当。
- 1996年、大統領選挙を取材。（当時）現職のビル・クリントンに付いていた。

## WWE
- 1997年、WWF（現：WWE）に移籍。当初はバックステージでのインタビュアーとして活動。
- 1999年、RAWで実況アナウンサーデビュー。その後、スマックダウンに活躍の場を移し、タズとのチームを結成。「伝説の実況チーム」と呼ばれたボビー・ヒーナン&ゴリラ・モンスーンのチームと比較されることを目標に、2006年のタズのECW移籍に伴う解散まで、番組の顔として活躍。実直・公平に実況するコールと、善悪の基準が独特で個性的なタズとの掛けあいで人気を博した。
- 2006年から2007年まではジョン "ブラッドショー" レイフィールドをパートナーに迎えた。
- 2008年1月から同年6月までジョナサン・コーチマン、ミック・フォーリーと実況解説を勤めていた。
- 2008年6月のドラフトでRAWへ移籍したためスマックダウンでの10年近い活動に終止符を告げる。その後は新たにジェリー・ローラーをパートナーにRAWのコメンテーターとして活動。
- 2010年2月からは新番組のNXTでジョシュ・マシューズと共に実況を務めている。だがスーパースターに障害物競争やクイズ大会などレスリングとは関係の無い事を行うNXTに不満を募らせる。シーズン3で不満を爆発させ番組セットの鐘を鳴らしまくったり途中で退場するなどの行動をとった(のちのヒールターンへの伏線となる)。
- 2010年の中盤あたりからヒールを擁護する実況者としてヒールターン。かつてのWWFにおけるジェシー・ベンチュラ、ボビー・ヒーナン、テッド・デビアス、ジェリー・ローラー、JBLなど歴代の悪役コメンテーターと同様、ベビーフェイスの選手（特にNXTの頃から因縁がある為、ダニエル・ブライアン）に暴言、批判を繰り返すようになる。またザ・ミズの試合では、ギミック上ミズの大ファンであるため大きく偏った実況を行う（実況中にサインをもらったこともある）。
- 2010年秋ごろから再びスマックダウンに実況として登場し、ブッカーT、ジョシュ・マシューズと3人体制で実況を行っていた。
- 2011年WrestleMania XXVIIで抗争中だったジェリー・ローラーと試合を行い勝利。（勝利といっても反則勝ちであり、実際はローラーの一方的な展開であった）WWEオーバー・ザ・リミットで再び試合をするが敗北し、次週のRAWでジェリー・ローラーに謝罪を行い抗争ストーリーは終了した。その後も実況者としては抗争前と変わらず、主にヒールサイド実況者としての姿勢を続けた。（例外もある。）
- 2012年もGMに就任したジョン・ロウリネイティスを応援するなどヒールサイド実況を続けていたが、6月にロウリネイティスがGMを解雇されて以降は徐々にではあるが以前ほどヒール色が強い実況では無くなりつつあった。さらに9月10日のRAW収録でジェリー・ローラーが試合の解説中に心肺停止で倒れた（テレビには映っていない）際は、（プロとして）何事も無いように試合実況を続けたが、後に実況席が映り心配した表情でローラーに異変があったことを伝え、以降は実況を中断し試合の合間にローラーの容態を報告した。翌週の収録からはジム・ロスと実況を組むことになり、共に番組内でローラーを励ますコメントを発している。さらに実況席に加わったJBLがヒール側のコメントをすることもあって、ベビー寄りになっていった。そして、長らくザ・ミズの応援をしてきたが（このころにはすでに下火だった）、ミズがIC王座を失いコフィ・キングストンに3連敗するとそのことでミズと言い合いになる場面もあった。11月にはローラーが復帰し、自身も完全にベビーフェイス実況に戻った。だがその後、スマックダウンにてJBLと共にジョシュをからかうコメントが増えている。

## 備考
- 貧弱な印象のため、ジョン・シナやJBLなどからゲイ扱いされることが多く、2005年にはストーリーライン上、ハイデンライクによって強姦されている。
- 他のアナウンサー同様、稀に試合も行なう（引っ張り出される）。